# Bitwa pod Izabelinem
Bitwa pod Izabelinem – walki polskiego 31 pułku piechoty kpt. Mikołaja Bołtucia z sowiecką 50 Brygadą Strzelców w czasie lipcowej ofensywy Frontu Zachodniego Michaiła Tuchaczewskiego w okresie wojny polsko-bolszewickiej.

## Sytuacja ogólna
W pierwszej dekadzie lipca przełamany został front polski nad Autą, a wojska Frontu Północno-Wschodniego gen. Stanisława Szeptyckiego cofały się pod naporem ofensywy Michaiła Tuchaczewskiego.
Naczelne Dowództwo nakazało powstrzymanie wojsk sowieckiego Frontu Zachodniego na linii dawnych okopów niemieckich z okresu I wojny światowej.
Sytuacja operacyjna, a szczególnie upadek Wilna i obejście pozycji polskich od północy, wymusiła jednak dalszy odwrót. 1 Armia gen. Gustawa Zygadłowicza cofała się nad Niemen, a 4 Armia nad Szczarę. Zgodnie z rozkazem Naczelnego Wodza, linia Niemna i Szczary miała wyznaczyć kres polskiego odwrotu i powinna być bezwzględnie utrzymana.

## Walki pułku
31 pułk Strzelców Kaniowskich wycofywał się z linii „dawnych okopów niemieckich” nad Serwecz. Maszerował przez Miratycze – Zelwę - Piotrowicze. Po drodze toczył boje z oddziałami sowieckich 17. i 27 Dywizji Strzelców. 22 lipca w Piotrowiczach biwakował sowiecki 241 pułk strzelców. Jego dowództwo zaniedbało wystawienia ubezpieczeń postoju. Wchodząca akurat do Piotrowicz straż przednia III batalionu wykorzystała zaskoczenie i wyparła czerwonoarmistów z wioski. Zdobyte dokumenty i zeznania jeńców pozwoliły dowódcy pułku kpt. Mikołajowi Bołtuciowi realnie ocenić sytuację. Zdecydował się on ruszyć na północny zachód, aby ominąć większe zgrupowania przeciwnika. Rano 23 lipca pułk przybył do Izabelina. Już w południe II/31 pp wszedł do walki w pasie działania 2 pułku piechoty Legionów. Nie zdążył jednak wejść w kontakt taktyczny z legionistami, bo w marszu został zaatakowany przez pododdziały 50 Brygady Strzelców. Odpierając atak, poniósł duże straty i zaczął cofać się do miasta. 
O 16.00 nieprzyjaciel uderzył na broniące miasta III/2 pp Leg. i II/ 31 pp. Mimo zaciekłej obrony, pododdziały pułku wycofały się na północny skraj Izabelina. W międzyczasie główne siły pułku ześrodkowały się w lesie na południowym zachodzie od Izabelina i odpoczywały po marszu nocnym. I tu uderzyły tyraliery piechoty 50 BS wsparte artylerią. W tym czasie dowodzenie pułkiem obejmował kpt. Bołtuć zaś dowództwo I batalionu por. Wacław Budrewicz. I i III batalion obsadził wzgórza na południowy zachód od Izabelina, a tabory i sztab zgrupowały się na szosie do Wołkowyska. Natarcie sowieckie odrzucono, a pułk pozostał przez noc na stanowiskach pod miasteczkiem.
Rano 24 lipca dowódca II Brygady Piechoty Legionów płk Stanisław Tessaro nakazał 31 pułkowi piechoty odebrać Sowietom Izabelin za „wszelką cenę”. Bataliony uderzyły na miasteczko od czoła i mimo zaciętej obrony czerwonoarmistów opanowały je. Impet natarcia był tak duży, że pościg prowadzony był na odległość ponad 10 kilometrów. W następnym dniu pułk zmuszony był opuścić bez walki Izabelin i zajął stanowiska nad Rosią w rejonie miejscowości Chaćkowce i Sidorki.

## Bilans walk
Dzięki zdecydowanej postawie 31 pułk Strzelców Kaniowskich odbił Izabelin z rąk sowieckich, zdobył 7 ciężkich karabinów maszynowych i wziął 63 jeńców. 50 Brygada Strzelców straciło ponad 100 poległych żołnierzy.
Straty polskie także były poważne: 48 poległych i 90 rannych. Zwycięska bitwa o jeden dzień opóźniła zajęcie Wołkowyska przez Sowietów. Umożliwiło to ewakuację większości taboru kolejowego.